# Hearts Grow
Hearts Grow fue una banda japonesa de Motobu, Prefectura de Okinawa, Japón. Su primer sencillo "Grow!!" fue lanzado de forma independiente (en cantidades limitadas) el 19 de abril de 2006. Hearts Grow hizo su debut en grandes discográficas, el 18 de octubre de 2006, con el lanzamiento de su primer sencillo Road. Su segundo sencillo "Yura Yura" (ユラユラ) Fue lanzado en Japón el 6 de diciembre de 2006. Son conocidos por realizar el opening 9 de Naruto (Yura Yura), el ending 4 de Las Chicas Superpoderosas Z (Himawari), el opening 4 de Gintama y la primera apertura de Tetsuwan Birdy.
Desde mediados del 2009 la banda se encuentra inactiva y su vocalista principal Haruna se encuentra en planes para lanzarse como solista

## Discografía
- Mini-Álbumes

1. Hearts Grow (Hatsugurou ハーツグロウ?) (14 de febrero de 2005)
  1. Futari (ふたり?)
  2. Smile
  3. Tsuyoku (強く?)
  4. Human Heart
2. Grow!! (19 de abril de 2006)
  1. Grow!!
  2. Futari (ふたり?)
  3. Kame (カメ?)
3. Summer Champloo (サマーチャンプルー?)  (22 de agosto de 2007)
  1. Chiisana Koi no Uta (小さな恋のうた?)
  2. Himawari-Chanpuu, Rafutei, Spam Mix (ひまわり－ちゃんぷるう、らふてい、スパムMix?)
  3. Shimanchu nu Takara (島人ぬ宝?)
  4. Road-Sweet Fuchagi Mix
  5. Best Friend
  6. ユラユラ－Ryukyu HAYASHI Mix

- Sencillos

1. Road 18 de octubre de 2006
  1. Road
  2. Akai Sukebō (赤い スケボー?)
  3. Road (Instrumental)
2. Yura Yura (ユラユラ?) 6 de diciembre de 2006
  1. ユラユラ
  2. Monogatari (物语?)
  3. ユラユラ(Instrumental)
3. Himawari (ひまわり?) 13 de junio de 2007
  1. ひまわり
  2. Natsuiro (夏 色?)
  3. ひまわり(Instrumental)
4. Kasanaru Kage (かさなる影?) 23 de enero de 2008
  1. かさなる影
  2. Sorairo (ソライロ?)
  3. Yell (エール?)
  4. かさなる影(Instrumental)
5. Sora (そら?) 3 de septiembre de 2008
  1. そら
  2. 未来 スケッチ (Mirai Sketch?)
  3. そら(Instrumental)